# Tabanus infestus
Tabanus infestus är en tvåvingeart som beskrevs av Bogatchev och Samedov 1949. Tabanus infestus ingår i släktet Tabanus och familjen bromsar.
Artens utbredningsområde är Azerbajdzjan. Inga underarter finns listade i Catalogue of Life.